# (2346) Lilio
(2346) Lilio es un asteroide perteneciente al cinturón de asteroides, descubierto el 5 de febrero de 1934 por Karl Wilhelm Reinmuth desde el Observatorio de Heidelberg-Königstuhl, Alemania.

## Designación y nombre
Designado provisionalmente como 1934 CB. Fue nombrado Lilio en honor al médico y astrónomo italiano Luis Lilio.